# ریژلر
ریژلر (انگلیسی: Rejlers) شرکت فناوری اطلاعات سوئدی است، که در سال ۱۹۴۲ تأسیس شد.